# Johann von Prott

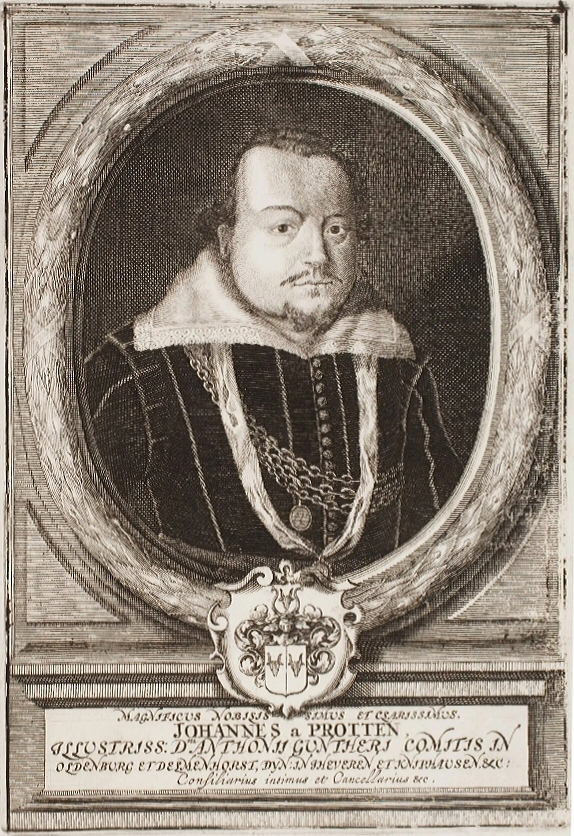
Johann von Prott

Johann von Prott (* 1573 in Lemgo; † 27. Dezember 1634 in Oldenburg) war ein deutscher Jurist, Diplomat und Kanzler der Grafschaft Oldenburg.

## Leben und Wirken
Prott entstammte einer angesehenen Patrizierfamilie Lemgos und war der Sohn des Groß- und Fernhändlers mit Tuchen sowie langjährigen Bürgermeisters Hermann Prott († 1610) und dessen ersten Ehefrau Alheit (Adelheid) geb. Dreyer. Seine Schwester Catharina heiratete 1586 den herzoglich braunschweigischen Geheimen Rat Engelbert Grothe zu Lemgo († um 1605/06), dessen Bruder Johann Grothe (1563–1626) Kanzler des Landgrafen Moritz von Hessen-Kassel war und verheiratet mit Elisabeth aus dem alten hessischen Adelsgeschlecht derer Hund zu Gudensberg, einer Tochter des hessen-kasselschen Kanzlers Heinrich Hund.
Johann Prott wurde durch Hauslehrer unterrichtet und studierte seit 1591 Rechtswissenschaften an den Universitäten Marburg, Köln, Leiden und Basel. Dort promovierte er 1597 und war anschließend als Advokat beim Reichskammergericht in Speyer tätig.
Anschließend trat er als Rat in den Dienst des Reichsgrafen Simon VI. zur Lippe, für den er mehrere diplomatische Missionen durchführte.
Im Jahr 1600 heiratete Prott in Osnabrück Maria, eine Tochter des dortigen Bürgers Anton Storck, mit der er elf Kinder bekam.
Am 21. Februar 1605 wurde er als Kanzler des Grafen Anton Günther nach Oldenburg berufen. Als dessen enger Vertrauter hatte Prott schon bald eine führende Rolle bei der inneren Verwaltung, der Justiz und der Außenpolitik der Grafschaft. So arbeitete er die juristisch-historische Argumentation für die von Anton Günther seit 1612 beanspruchten Weserzollrechte für alle die Unterweser befahrenden Handelsschiffe aus, die Oldenburg mit Zustimmung der Kurfürsten und des Kaisers Ferdinand II. schließlich 1623 verliehen wurden.
Weiterhin war Prott um die oldenburgische Neutralitätspolitik bemüht und konnte durch zahlreiche Sondermissionen dazu beitragen, dass die Grafschaft während des Dreißigjährigen Krieges von Verwüstungen größtenteils verschont blieb.
Anton Günther schenkte Prott in Anerkennung seiner Dienste bereits 1609 das Gut Heringsfeld in der zu Oldenburg gehörenden Herrschaft Jever. Außerdem setzte er beim Kaiser Protts Erhebung in den Reichsadelsstand durch.